# بهضمينات
البهضمينات (الاسم العلمي: Megatherioidea) هو فوق فصيلة من الحيوانات يتبع رتيبة الكسلانيات من رتبة الثدييات المشعرة.

## التصنيف
- عظيمات المخالب
  - الكسلان ثنائي الأصابع
- البهضمية
  - البهضم